# Терсейра (рифт)

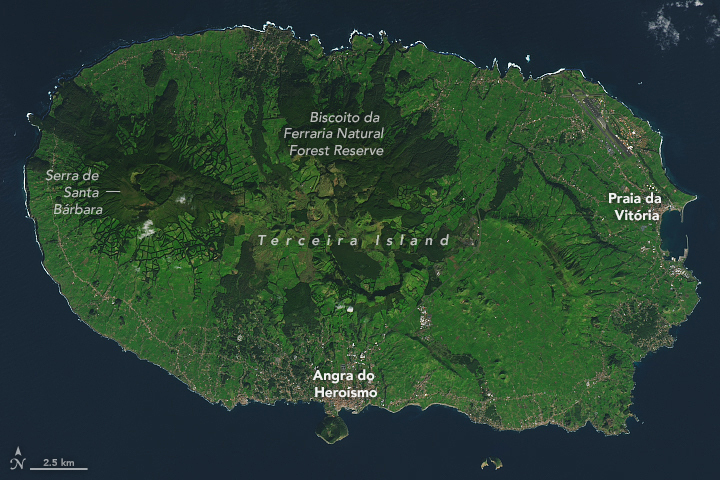
Остров Терсейра из космоса, 2020 год. Рифт Терсейра проходит через остров и, предположительно, служит источником магмы, которая создала остров около 400 000 лет назад. Последнее извержение на поверхности вулкана Санта-Барбара произошло в в 1761 году. Подводные извержения продолжаются, последнее извержение произошло в 2000 году.

Терсейра — геологический рифт, расположенный среди Азорских островов в Атлантическом океане. Он проходит между Азорским тройным сочленением на западе и Азорско-Гибралтарским трансформным разломом на юго-востоке. Он разделяет Евразийскую плиту на севере от Африканской плиты на юге. Рифт Терсейра назван в честь острова Терсейра, через который он проходит. Он пересекает остров Терсейра как заметная зона трещины с востока-юго-востока на запад-запад-северо-запад.

## Геологическая информация
Рифт Терсейра имеет длину 550 км и представляет собой самый медленный в мире центр спрединга с расхождением плит 2–4 мм/год. Он развился из трансформного разлома и теперь действует как гипермедленный центр спрединга, что подтверждается относительным движением между Африканской и Евразийской плитами. Существует сильное сходство между рифтом Терсейра и другими ультра- или супермедленными спрединговыми хребтами, такими как Хребет Гаккеля и Западно-Индийский хребет. В частности, высокие значения наклона 40°—65° и длина волны магматической сегментации 100 км аналогичны другим очень медленным рифтам. Рифтовые долины, присутствующие вдоль рифта, имеют глубину 1000–2200 м и ширину 30–60 км, что похоже на срединную долину Срединно-Атлантического хребта. Однако амплитуда рельефа вдоль простирания рифта Терсейра составляет 2000–4000 м, что намного больше, чем ожидалось для хребтов с ультрамедленным спредингом. Считается, что эта нерегулярность обусловлена ассоциацией рифта с горячей точкой Азорских островов в сочетании с медленными скоростями спрединга. Медленный спрединг приводит к образованию прочной и толстой осевой эластичной плиты и более медленным вулканическим выдавливаниям из рифтовой зоны, что приводит к образованию высокого рельефа при слиянии с вулканизмом, связанным с мантийными плюмами. Большой объём вулканизма, связанный с горячей точкой, в основном контролируется региональным растяжением между Африкой и Евразией, на что указывают удары трещин растяжения. Кроме того, большая часть межплитной деформации сосредоточена на рифте Терсейра, хотя чёткая картина деформации пока не выявлена.